# Kanu (football, 1983)
Pour les articles homonymes, voir Kanu.
Elias de Oliveira Rosa, dit Kanú, est un footballeur brésilien né le 8 février 1983 à Boa Esperança. Il évoluait au poste de milieu offensif.

## Biographie
Kanú évolue au Brésil, au Portugal, en Turquie, aux Émirats arabes unis, et enfin au Bahreïn.
Il dispute notamment six matchs en première division brésilienne, et 84 matchs en première division portugaise, pour 14 buts inscrits.
En 2001, il participe à la Copa Mercosur avec le club de Cruzeiro. Il joue deux matchs dans cette compétition.
Le 26 août 2007, il se met en évidence en marquant un doublé en Primeira Liga sur la pelouse de Boavista, permettant à son équipe de l'emporter 0-2.
En 2010, il participe aux tours préliminaires de la Ligue Europa avec le club du CS Marítimo. Il joue quatre matchs et inscrit trois buts dans cette compétition.

## Palmarès
- Champion du Brésil en 2003 avec Cruzeiro